# Bonamia (plante)
Cet article concerne le genre de plantes. Pour le genre de protistes, voir Bonamia (protiste).
Genre
Synonymes
- Breueria R. Br.[2]
- Breweria R.Br., Prodr. Fl. Nov. Holland.: 487 (1810)[3]
- Trichantha H.Karst. & Triana in J.J.Triana, Nuev. Jen. Esp.: 14 (1854 publ. 1855), nom. illeg.[3]
- Perispermum O.Deg., Fl. Hawaiiensis 307: s.p. (1932)[3]
- Breweriopsis Roberty, Candollea 14: 31 (1952)[3]
- Bonamiopsis (Roberty) Roberty, Boissiera 10: 150 (1964)[3]
- Cymonamia (Roberty) Roberty, Boissiera 10: 150 (1964)[3]

Bonamia est un genre de plantes de la famille des Convolvulaceae.

## Liste des espèces et variétés
Selon BioLib (9 mars 2019) :
- Bonamia dietrichiana Hallier
- Bonamia grandiflora (Gray) Hallier f.
- Bonamia menziesii Gray
- Bonamia ovalifolia (Torr.) Hallier f.
- Bonamia repens (I.M. Johnston) Austin & Staples

Selon Catalogue of Life (9 mars 2019) :
- Bonamia agrostopolis (Vell.) Hall. fil.
- Bonamia alatisemina R. W. Johnson
- Bonamia alternifolia J. H. Jaume St.-Hilaire
- Bonamia ankaranensis Deroin
- Bonamia apikiensis T. Deroin
- Bonamia apurensis D. F. Austin
- Bonamia austinii A. Moreira & Sim.-Bianch.
- Bonamia balansae Hall. fil.
- Bonamia boivinii Hall. fil.
- Bonamia boliviana O'Donell
- Bonamia brevifolia (Benth.) Myint
- Bonamia burchellii (Choisy) Hall. fil.
- Bonamia campestris A. Moreira & Sim.-Bianch.
- Bonamia cerradoensis J. R. I. Wood
- Bonamia chontalensis Carranza
- Bonamia deserticola R. W. Johnson
- Bonamia dietrichiana Hall. fil.
- Bonamia douglasii D. F. Austin
- Bonamia elegans (Wall. ex Choisy) Raiz.
- Bonamia elliptica (L. B. Smith & Schubert) Myint & D. B. Ward
- Bonamia erecta R. W. Johnson
- Bonamia ferruginea (Choisy) Hall. fil.
- Bonamia fruticosa R. W. Johnson
- Bonamia gabonensis F. J. Breteler
- Bonamia grandiflora (A. Gray) Hall. fil.
- Bonamia holtii O'Donell
- Bonamia jiviorum J. R. Grande
- Bonamia krapovickasii A. Moreira & Sim.-Bianch.
- Bonamia kuhlmannii Hoehne
- Bonamia langsdorffii (Meisn.) Hall. fil.
- Bonamia leonii A. H. Gentry & Austin
- Bonamia linearis (R. Br.) Hall. fil.
- Bonamia longipilosa R. W. Johnson
- Bonamia longitubulosa F. J. Breteler
- Bonamia maripoides Hall. fil.
- Bonamia media (R. Br.) Hall. fil.
- Bonamia menziesii A. Gray
- Bonamia mexicana J. A. Mc Donald
- Bonamia mossambicensis (Klotzsch) Hall. fil.
- Bonamia multicaulis (Brandegee) House
- Bonamia multiflora R. W. Johnson
- Bonamia ngouniensis Breteler
- Bonamia nzabii F. J. Breteler
- Bonamia oblongifolia Myint
- Bonamia ovalifolia (A. Gray) Hall. fil.
- Bonamia pannosa (R. Br.) Hall. fil.
- Bonamia peruviana Ooststr.
- Bonamia pilbarensis R. W. Johnson
- Bonamia repens (I. M. Johnst.) D. F. Austin & G. W. Staples
- Bonamia riograndina J. R. I. Wood
- Bonamia rosea (F. Müll.) Hall. fil.
- Bonamia rosiewiseae J. R. I. Wood
- Bonamia sedderoides Rendle
- Bonamia semidigyna (Roxb.) Hall. fil.
- Bonamia sericea (Griseb.) Hall. fil.
- Bonamia spectabilis (Boj. ex Choisy) Hall. fil.
- Bonamia sphaerocephala (Damm.) Ooststr.
- Bonamia subsessilis Hassler
- Bonamia sulphurea (T. S. Brandegee) Myint & D. B. Ward
- Bonamia thunbergiana (Roem. & Schult.) F. N. Williams
- Bonamia toniae R. W. Johnson
- Bonamia trichantha Hall. fil.
- Bonamia tsivory T. Deroin
- Bonamia umbellata (Choisy) Hall. fil.
- Bonamia velutina Verdc.
- Bonamia wilsoniae R. W. Johnson

Selon GRIN (9 mars 2019) :
- Bonamia grandiflora (A. Gray) Hallier f.
- Bonamia menziesii A. Gray
- Bonamia ovalifolia (Torr.) Hallier f.

Selon ITIS (9 mars 2019) :
- Bonamia grandiflora (A. Gray) Hallier f.
- Bonamia menziesii A. Gray
- Bonamia ovalifolia (Torr.) Hallier f.
- Bonamia repens (I.M. Johnst.) D.F. Austin & Staples

Selon World Checklist of Selected Plant Families (WCSP) (9 mars 2019) :
- Bonamia abscissa (Choisy) Hallier f. (1897)
- Bonamia agrostopolis (Vell.) Hallier f., Bot. Jahrb. Syst. 16: 529, 563 (1893)
- Bonamia alatisemina R.W.Johnson (1987)
- Bonamia alternifolia J.St.-Hil. (1805)
- Bonamia ankaranensis Deroin, Adansonia, sér. 3 (2004)
- Bonamia apikiensis Deroin, Bull. Mus. Natl. Hist. Nat., B (1992 publ. 1993)
- Bonamia apurensis D.F.Austin (1982)
- Bonamia austinii A.Moreira & Sim.-Bianch. (2018)
- Bonamia balansae Hallier f., Bot. Jahrb. Syst. 16: 508, 512, 513, 526 (1893)
- Bonamia boivinii Hallier f. (1893)
- Bonamia boliviana O'Donell (1950)
- Bonamia brevifolia (Benth.) Myint (1968)
- Bonamia campestris A.Moreira & Sim.-Bianch. (2017)
- Bonamia capitata (Dammer) Ooststr. (1936)
- Bonamia cerradoensis J.R.I.Wood (2013)
- Bonamia chontalensis Carranza (2016)
- Bonamia densiflora (Baker) Hallier f. (1897)
- Bonamia deserticola R.W.Johnson (1987)
- Bonamia dietrichiana Hallier f. (1897)
- Bonamia douglasii D.F.Austin (1994)
- Bonamia elegans (Choisy) Hallier f. (1893)
- Bonamia elliptica (L.B.Sm. & B.G.Schub.) Myint & D.B.Ward (1968)
- Bonamia erecta R.W.Johnson (1987)
- Bonamia ferruginea (Choisy) Hallier f. (1893)
- Bonamia fruticosa R.W.Johnson (2014)
- Bonamia gabonensis Breteler, Bull. Mus. Natl. Hist. Nat., B (1992)
- Bonamia grandiflora (A.Gray) Hallier f. (1897)
- Bonamia holtii O'Donell (1960)
- Bonamia jiviorum J.R.Grande (2011)
- Bonamia krapovickasii A.Moreira & Sim.-Bianch. (2018)
- Bonamia kuhlmannii Hoehne, Anexos Mem. Inst. Butantan (1922)
- Bonamia langsdorffii (Meisn.) Hallier f. (1897)
- Bonamia leonii A.H.Gentry & Austin (1988 publ. 1989)
- Bonamia linearis (R.Br.) Hallier f. (1893)
- Bonamia longipilosa R.W.Johnson (2014)
- Bonamia longitubulosa Breteler, Bull. Mus. Natl. Hist. Nat., B (1992)
- Bonamia maripoides Hallier f. (1893)
- Bonamia media (R.Br.) Hallier f. (1893)
  - variété Bonamia media var. emarginata Myint & D.B.Ward (1968)
  - variété Bonamia media var. media
  - variété Bonamia media var. villosa (Benth.) Myint (1948)
- Bonamia menziesii A.Gray (1862)
- Bonamia mexicana J.A.McDonald (1987)
- Bonamia mossambicensis (Klotzsch) Hallier f. (1893)
- Bonamia multicaulis (Brandegee) House (1920 publ. 1921)
- Bonamia multiflora R.W.Johnson (2014)
- Bonamia ngouniensis Breteler (2015)
- Bonamia nzabii Breteler, Bull. Mus. Natl. Hist. Nat., B (1992)
- Bonamia oblongifolia Myint (1968)
- Bonamia ovalifolia (Torr.) Hallier f. (1893)
- Bonamia pannosa (R.Br.) Hallier f. (1893)
- Bonamia peruviana Ooststr. (1933)
- Bonamia pilbarensis R.W.Johnson (2014)
- Bonamia riograndina J.R.I.Wood (2013)
- Bonamia rosea (F.Muell.) Hallier f. (1893)
- Bonamia rosiewiseae J.R.I.Wood (2013)
- Bonamia sedderoides Rendle (1908)
- Bonamia semidigyna (Roxb.) Hallier f. (1893)
  - variété Bonamia semidigyna var. farinacea Hallier f. (1896)
  - variété Bonamia semidigyna var. semidigyna
- Bonamia sericea (Griseb.) Hallier f. (1893)
  - variété Bonamia sericea var. latifolia O'Donell (1959)
  - variété Bonamia sericea var. sericea
- Bonamia spectabilis (Choisy) Hallier f. (1893)
- Bonamia sphaerocephala (Dammer) Ooststr. (1936)
- Bonamia subsessilis Hassl. (1911)
- Bonamia sulphurea (Brandegee) Myint & D.B.Ward (1968)
- Bonamia thunbergiana (Roem. & Schult.) F.N.Williams, Bull. Herb. Boissier, sér. 2 (1907)
- Bonamia toniae R.W.Johnson (2014)
- Bonamia trichantha Hallier f. (1893)
  - variété Bonamia trichantha var. oblonga Ooststr. (1936)
  - variété Bonamia trichantha var. ovata Ooststr. (1936)
  - variété Bonamia trichantha var. trichantha
- Bonamia tsivory Deroin (1998)
- Bonamia umbellata (Choisy) Hallier f. (1893)
- Bonamia velutina Verdc. (1961)
- Bonamia vignei Hoyle (1934)
- Bonamia wilsoniae R.W.Johnson (2014)

Selon Tropicos (9 mars 2019) (Attention liste brute contenant possiblement des synonymes) :
- Bonamia abdita (Myint) R.W. Long
- Bonamia agrostopolis (Vell.) Hallier f.
- Bonamia alternifolia J. St.-Hil.
- Bonamia angustifolia (Nash) K.A. Wilson
- Bonamia ankaranensis Deroin
- Bonamia apikiensis Deroin
- Bonamia apurensis D.F. Austin
- Bonamia aquatica (Walter) A. Gray
- Bonamia austinii A. Moreira & Sim.-Bianch.
- Bonamia balansae Hallier f.
- Bonamia boivinii Hallier f.
- Bonamia boliviana O'Donell
- Bonamia brevipedicellata Myint & D.B. Ward
- Bonamia burchellii (Choisy) Hallier f.
- Bonamia campestris A. Moreira & Sim.-Bianch.
- Bonamia capensis Burtt Davy
- Bonamia capitata (Dammer) Ooststr.
- Bonamia cerradoensis J.R.I. Wood
- Bonamia chontalensis Carranza
- Bonamia cordata (Hallier f.) Hallier f.
- Bonamia corumbaensis Hoehne
- Bonamia cymosa (Roem. & Schult.) Hallier f.
- Bonamia douglasii D.F. Austin
- Bonamia elliptica (L.B. Sm. & B.G. Schub.) Myint & D.B. Ward
- Bonamia evolvuloides Raizada
- Bonamia ferruginea (Choisy) Hallier f.
- Bonamia gabonensis Breteler
- Bonamia grandiflora (A. Gray) Hallier f.
- Bonamia hildebrandtii (Vatke) Hallier f.
- Bonamia holtii O'Donell
- Bonamia humistrata (Walter) A. Gray
- Bonamia jiviorum J.R. Grande
- Bonamia krapovickasii A. Moreira & Sim.-Bianch.
- Bonamia kuhlmannii Hoehne
- Bonamia langsdorffii Haller f.
- Bonamia latifolia Santapau
- Bonamia leonii A.H. Gentry
- Bonamia linearis (R. Br.) Hallier f.
- Bonamia longitubulosa Breteler
- Bonamia madagascariensis Poir.
- Bonamia maripoides Hallier f.
- Bonamia mattogrossensis Hoehne
- Bonamia menziesii A. Gray
- Bonamia mexicana J.A. McDonald
- Bonamia michauxii (Fernald & B.G. Schub.) K.A. Wilson
- Bonamia mossambicensis (Klotzsch) Hallier f.
- Bonamia multicaulis (Brandegee) House
- Bonamia ngouniensis Breteler
- Bonamia nzabii Breteler
- Bonamia ovalifolia (Torr.) Hallier f.
- Bonamia pannosa (R. Br.) Hallier f.
- Bonamia patens (Desr.) Shinners
- Bonamia peruviana Ooststr.
- Bonamia pickeringii (Torr. ex M.A. Curtis) A. Gray
- Bonamia poranoides Hallier f.
- Bonamia prevostea Choisy
- Bonamia repens (I.M. Johnst.) D.F. Austin & Staples
- Bonamia riograndina J.R.I. Wood
- Bonamia rosea Hall
- Bonamia rosiewiseae J.R.I. Wood
- Bonamia schizantha A. Meeuse
- Bonamia semidigyna (Roxb.) Hallier f.
- Bonamia sericea (Griseb.) Hallier f.
- Bonamia spectabilis (Choisy) Hallier f.
- Bonamia sphaerocephala (Dammer) Ooststr.
- Bonamia subsessilis Hassl.
- Bonamia suffruticosa Burtt Davy
- Bonamia sulphurea (Brandegee) Myint & D.B. Ward
- Bonamia thouarsii Scott Elliot
- Bonamia thunbergiana (Roem. & Schult.) F.N. Williams
- Bonamia tomentosa Hassl.
- Bonamia trichantha Hallier f.
- Bonamia tsivory Deroin
- Bonamia umbellata (Choisy) Hallier f.
- Bonamia vignei Hoyle
- Bonamia villosa (Nash) K.A. Wilson